# محمد حسن (لاعب كرة قدم)
محمد حسن، لاعب كرة قدم مصري، لعب لنادي المصري، شارك في كأس العالم 1934 بإيطاليا.

## المسيرة الاحترافية
لعب لنادي المصري في الفترة من 1926 حتى 1937.

## روابط خارجية
- محمد حسن على موقع قاعدة بيانات كرة القدم.إي يو (الإنجليزية)
- محمد حسن على موقع Soccerway.com (الإنجليزية)
- محمد حسن على موقع عالم كرة القدم.نت (الإنجليزية)
- محمد حسن على موقع أوليمبيديا (الإنجليزية)